# Duke Nukem II
Duke Nukem II är ett plattformsspel utvecklat och utgivet av Apogee, släppt 3 december 1993 till MS-DOS. Spelet har fyra episoder, och den första episoden fanns tillgänglig som shareware. Spelet är en efterföljare till Duke Nukem (1991), och efterföljdes av Duke Nukem 3D (1996) och Duke Nukem Forever (2011).
Spelet släpptes även till Game Boy Color 1997, men då endast under namnet Duke Nukem. Denna version utvecklades av Torus Games och publicerades av GT Interactive Software. 